# Три богатыря

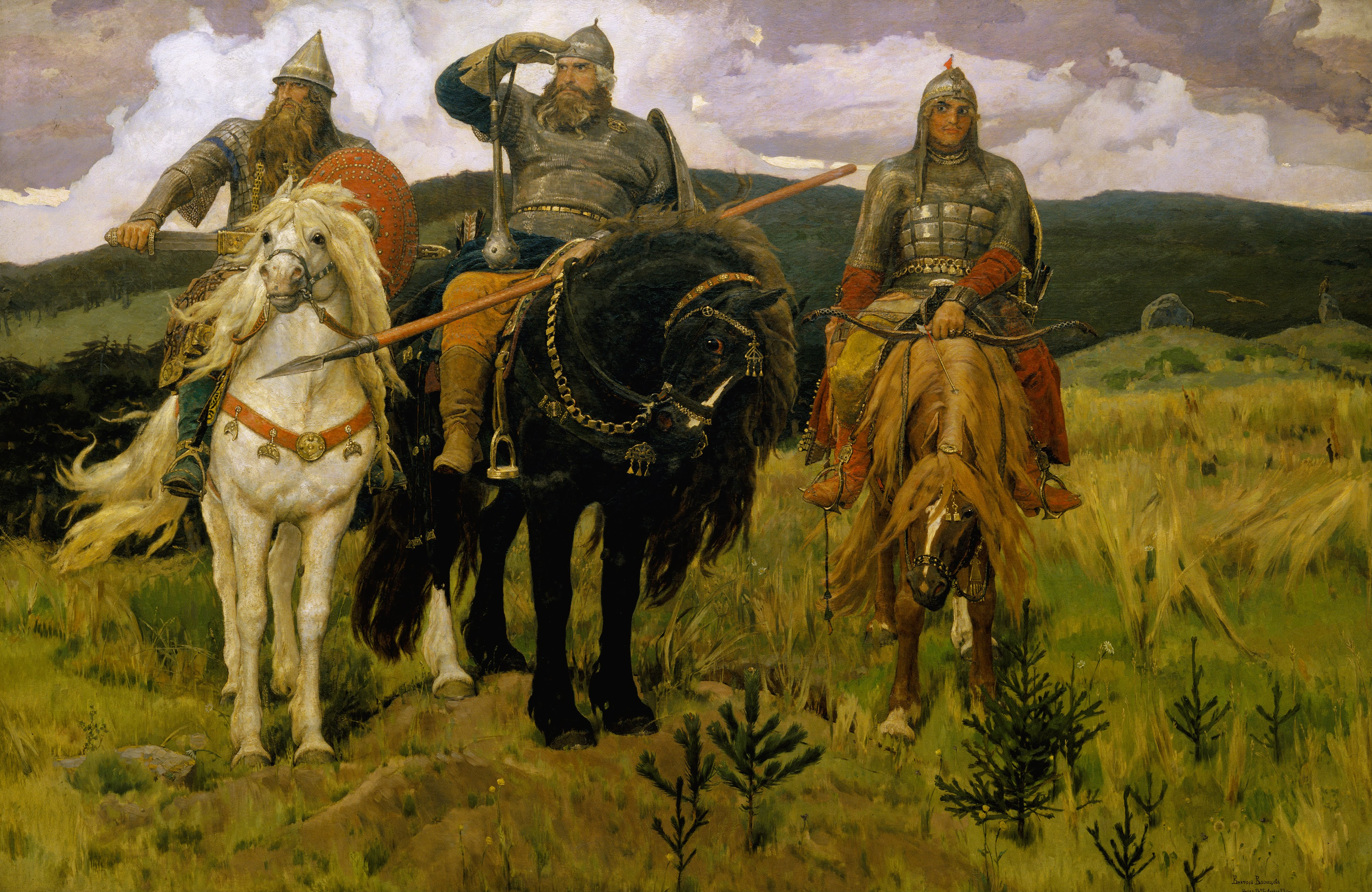
В. М. Васнецов. «Богатыри» (слева направо: Добрыня Никитич, Илья Муромец и Алёша Попович)

Три богатыря — собирательное название главных героев русских былин, богатырей — Ильи Муромца, Добрыни Никитича и Алёши Поповича.
В некоторых былинах и древних сказах богатыри присутствуют вместе: «На заставе богатырской», в которой они охраняют подступы к Киеву. В былине «Добрыня Никитич и с ним Тугарин змей» богатырь Алёша Попович исчезает другой дорогой, а вернувшись затем обратно он попытается жениться на жене пропавшего Добрыни Никитича, соврав при этом попам, что его видели мёртвым. На самом деле они раньше никогда в дороге не встречались. Их разделяли добрые полвека — воевода Добрыня Никитич жил в XI веке, Илья Муромец-Печорец и Алёша Попович — в X веке, то есть раньше, чем воевода.
Отмечаются характерные архаичные реликты в описаниях всех трёх богатырей; во всех этих персонажах просвечивают их некогда более тесные связи с хтонической породой в стихии, и поэтому при глубокой реконструкции три былинных героя могут быть сопоставлены со сказочной триадой — Горыня, Дубыня и Усыня. С другой стороны, известны отождествления трёх богатырей с историческими прототипами (силач-монах Илия Печерский; воевода Добрыня; ростовский боярин Попович, сын попа). Возможно, знаменитые воины, чем-то поразившие воображение современников, по мере развития эпоса оторвались от своей исторической почвы и заместили гораздо более древних мифологических героев.

## В культуре

Кадр из мультфильма «Три богатыря и Шамаханская царица» (2010).

- «Три богатыря» — российский цикл мультфильмов, выходящих с 2004 года.